# Owen Patrick Bernard Corrigan
Owen Patrick Bernard Corrigan (* 5. März 1849 in Baltimore; † 9. April 1929) war ein US-amerikanischer römisch-katholischer Geistlicher und Weihbischof in Baltimore.

## Leben
Owen Patrick Bernard Corrigan empfing am 7. Juni 1873 das Sakrament der Priesterweihe.
Am 29. September 1908 ernannte ihn Papst Pius X. zum Titularbischof von Macri und zum Weihbischof in Baltimore. Der Erzbischof von Baltimore, James Gibbons, spendete ihm am 10. Januar 1909 die Bischofsweihe; Mitkonsekratoren waren der Bischof von Saint Joseph, Maurice Francis Burke, und der Bischof von Savannah, Benjamin Joseph Keiley.